# Liste der Stolpersteine in Bernkastel-Kues
Die Liste der Stolpersteine in Bernkastel-Kues enthält die Stolpersteine, die im Rahmen des gleichnamigen Kunst-Projekts von Gunter Demnig in Bernkastel-Kues verlegt wurden. Mit ihnen soll an die Opfer des Nationalsozialismus erinnert werden, die in Bernkastel-Kues lebten und wirkten.
Die bisher einzige Verlegung fand am 27. Oktober 2008 statt.

## Liste der Stolpersteine
| Name                       | Adresse             | Bild | Inschrift | Verlegedatum  | Biografie und Anmerkungen |
| -------------------------- | ------------------- | --- | --- | ------------- | ------------------------- |
| Hugo Friedmann             | Burgstraße 7        | Bild gesucht Der Benutzer GeorgDerReisende ( Diskussion ) wünscht sich an dieser Stelle ein Bild vom Ort mit diesen Koordinaten 49.914763 7.077659 . Motiv: Burgstraße 7: Stolpersteine für Familie Friedmann, die Lage und das Haus Falls du dabei helfen möchtest, erklärt die Anleitung , wie das geht. BW                | Hier wohnte Hugo Friedmann Jg. 1876 Flucht 1938 Luxemburg deportiert 1941 Łodz ermordet 13.6.1942                     | 27. Okt. 2008 |                           |
| Eva Friedmann              | Burgstraße 7        | Bild gesucht Die Wikipedia wünscht sich an dieser Stelle ein Bild vom hier behandelten Ort. Falls du dabei helfen möchtest, erklärt die Anleitung , wie das geht. BW | Hier wohnte Eva Friedmann geb. Kahn Jg. 1877 Flucht 1938 Luxemburg deportiert 1941 Łodz ermordet 4.5.1942             | 27. Okt. 2008 |                           |
| Johanna Friedmann          | Burgstraße 7        | Bild gesucht Die Wikipedia wünscht sich an dieser Stelle ein Bild vom hier behandelten Ort. Falls du dabei helfen möchtest, erklärt die Anleitung , wie das geht. BW | Hier wohnte Johanna Friedmann Jg. 1902 Flucht 1936 Südafrika überlebt                                                 | 27. Okt. 2008 |                           |
| Sitta Lewin                | Burgstraße 7        | Bild gesucht Die Wikipedia wünscht sich an dieser Stelle ein Bild vom hier behandelten Ort. Falls du dabei helfen möchtest, erklärt die Anleitung , wie das geht. BW | Hier wohnte Sitta Lewin geb. Friedmann Jg. 1903 deportiert 1940 Theresienstadt ermordet 22.2.1943                     | 27. Okt. 2008 |                           |
| Friedrich 'Fritz'Friedmann | Burgstraße 7        | Bild gesucht Die Wikipedia wünscht sich an dieser Stelle ein Bild vom hier behandelten Ort. Falls du dabei helfen möchtest, erklärt die Anleitung , wie das geht. BW | Hier wohnte Friedrich 'Fritz' Friedmann Jg. 1905 deportiert Gurs Flucht Belgien versteckt/überlebt                    | 27. Okt. 2008 |                           |
| Bruno Friedmann            | Burgstraße 7        | Bild gesucht Die Wikipedia wünscht sich an dieser Stelle ein Bild vom hier behandelten Ort. Falls du dabei helfen möchtest, erklärt die Anleitung , wie das geht. BW | Hier wohnte Bruno Friedmann Jg. 1908 Flucht 1936 Südafrika überlebt                                                   | 27. Okt. 2008 |                           |
| Dr. Salomon Doeblin        | Graacher Straße 22  | Bild gesucht Der Benutzer GeorgDerReisende ( Diskussion ) wünscht sich an dieser Stelle ein Bild vom Ort mit diesen Koordinaten 49.916555 7.075995 . Motiv: Graacher Straße 22: Stolpersteine für das Ehepaar Doeblin, die Lage und das Haus Falls du dabei helfen möchtest, erklärt die Anleitung , wie das geht. BW        | Hier wohnte Dr. Salomon Doeblin Jg. 1864 versteckt ab 1939 in Köln tot auf Flucht bei Bombenangriff 14.1.1945         | 27. Okt. 2008 |                           |
| Angelika Doeblin           | Graacher Straße 22  | Bild gesucht Die Wikipedia wünscht sich an dieser Stelle ein Bild vom hier behandelten Ort. Falls du dabei helfen möchtest, erklärt die Anleitung , wie das geht. BW | Hier wohnte Angelika Doeblin geb. Stöck Jg. 1878 versteckt ab 1939 in Köln tot auf Flucht bei Bombenangriff 14.1.1945 | 27. Okt. 2008 |                           |
| ... Baum                   | Kardinalstraße 63 · | Bild gesucht Der Benutzer GeorgDerReisende ( Diskussion ) wünscht sich an dieser Stelle ein Bild vom Ort mit diesen Koordinaten 49.910334 7.0605 . Motiv: Kardinalstraße 63: Stolpersteine für Familie Baum, die Lage und das Haus Falls du dabei helfen möchtest, erklärt die Anleitung , wie das geht. BW                  | Hier wohnte ... Baum …                                                                                                | 27. Okt. 2008 |                           |
| ... Baum                   | Kardinalstraße 63 · | Bild gesucht Die Wikipedia wünscht sich an dieser Stelle ein Bild vom hier behandelten Ort. Falls du dabei helfen möchtest, erklärt die Anleitung , wie das geht. BW | Hier wohnte ... Baum …                                                                                                | 27. Okt. 2008 |                           |
| ... Baum                   | Kardinalstraße 63 · | Bild gesucht Die Wikipedia wünscht sich an dieser Stelle ein Bild vom hier behandelten Ort. Falls du dabei helfen möchtest, erklärt die Anleitung , wie das geht. BW | Hier wohnte ... Baum …                                                                                                | 27. Okt. 2008 |                           |
| ... Baum                   | Kardinalstraße 63 · | Bild gesucht Die Wikipedia wünscht sich an dieser Stelle ein Bild vom hier behandelten Ort. Falls du dabei helfen möchtest, erklärt die Anleitung , wie das geht. BW | Hier wohnte ... Baum …                                                                                                | 27. Okt. 2008 |                           |
| Leo Kahn                   | Schanzstraße 9 ·    | Bild gesucht Der Benutzer GeorgDerReisende ( Diskussion ) wünscht sich an dieser Stelle ein Bild vom Ort mit diesen Koordinaten 49.912877 7.073633 . Motiv: Schanzstraße 9: Stolpersteine für die Familien Kahn und Schömann, die Lage und das Haus Falls du dabei helfen möchtest, erklärt die Anleitung , wie das geht. BW | Hier wohnte Leo Kahn …                                                                                                | 27. Okt. 2008 |                           |
| Selma Kahn                 | Schanzstraße 9 ·    | Bild gesucht Die Wikipedia wünscht sich an dieser Stelle ein Bild vom hier behandelten Ort. Falls du dabei helfen möchtest, erklärt die Anleitung , wie das geht. BW | Hier wohnte Selma Kahn …                                                                                              | 27. Okt. 2008 |                           |
| Renate Kahn                | Schanzstraße 9 ·    | Bild gesucht Die Wikipedia wünscht sich an dieser Stelle ein Bild vom hier behandelten Ort. Falls du dabei helfen möchtest, erklärt die Anleitung , wie das geht. BW | Hier wohnte Renate Kahn …                                                                                             | 27. Okt. 2008 |                           |
| Sophie Schömann            | Schanzstraße 9 ·    | Bild gesucht Die Wikipedia wünscht sich an dieser Stelle ein Bild vom hier behandelten Ort. Falls du dabei helfen möchtest, erklärt die Anleitung , wie das geht. BW | Hier wohnte Sophie Schömann …                                                                                         | 27. Okt. 2008 |                           |
| Fritz Schömann             | Schanzstraße 9 ·    | Bild gesucht Die Wikipedia wünscht sich an dieser Stelle ein Bild vom hier behandelten Ort. Falls du dabei helfen möchtest, erklärt die Anleitung , wie das geht. BW | Hier wohnte Fritz Schömann …                                                                                          | 27. Okt. 2008 |                           |